# افسانه شاهدخت کاگویا
افسانه شاهدخت کاگویا (انگلیسی: The Tale of the Princess Kaguya) فیلمی به کارگردانی ایسائو تاکاهاتا است که در سال ۲۰۱۳ منتشر شد. از بازیگران آن می‌توان به نوبوکو میاموتو و توموکو تاباتا اشاره کرد.
داستان فیلم برگرفته از یک داستان فولکلور ژاپنی به نام داستان بامبوشکن است.
این فیلم برای رقابت در بخش بهترین فیلم‌های پویانمایی جایزه اسکار ۲۰۱۵ معرفی گردیده است.